# Cyprus op het Eurovisiesongfestival 2022

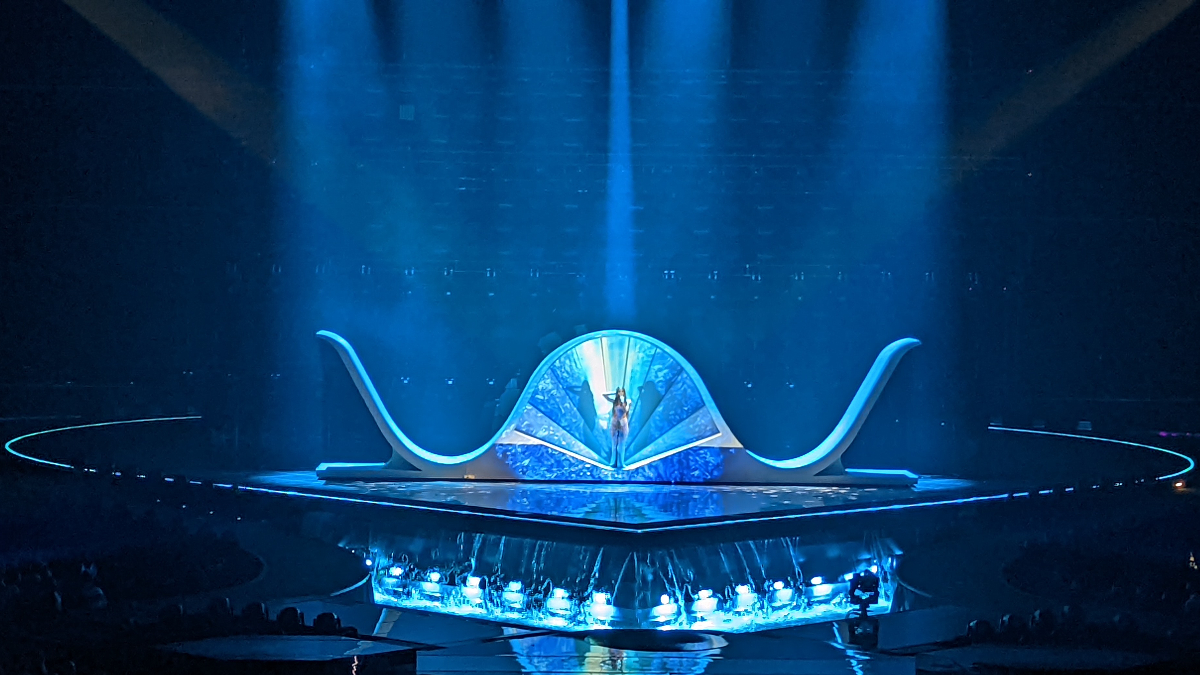
Andromache tijdens haar performance in Turijn

Cyprus nam deel aan het Eurovisiesongfestival 2022 in Turijn, Italië. Het was de 38ste deelname van het land aan het Eurovisiesongfestival. CyBC was verantwoordelijk voor de Cypriotische bijdrage voor de editie van 2022.

## Selectieprocedure
Intern werd de Grieks-Duitse zangeres Andromache Dimitropoulou geselecteerd om voor Cyprus deel te nemen. Eerder verkreeg zij bekendheid door haar deelname aan de Griekse versie van The Voice. Het deelnemende lied "Ela" werd eveneens op 9 maart bekendgemaakt.

## In Turijn
Cyprus trad aan in de tweede halve finale, op donderdag 12 mei 2022. Andromache was als negende van ? acts aan de beurt, net na Sheldon Riley uit Australië en gevolgd door Brooke uit Ierland. Cyprus eindigde uiteindelijk op de twaalfde plaats met 64 punten. Hiermee werd geen finaleplaats bemachtigd. Het was de eerste keer sinds 2013 dat Cyprus niet in de finale te zien was. De Azerbeidzjaanse televote had als enige deelnemer de maximale 12 punten over voor de Andromache.
Albanië · Armenië · Australië · Azerbeidzjan · België · Bulgarije · Cyprus · Denemarken · Duitsland · Estland · Finland · Frankrijk · Georgië · Griekenland · Ierland · IJsland · Israël · Italië · Kroatië · Letland · Litouwen · Malta · Moldavië · Montenegro · Nederland · Noord-Macedonië · Noorwegen · Oekraïne · Oostenrijk · Polen · Portugal · Roemenië · San Marino · Servië · Slovenië · Spanje · Tsjechië · Verenigd Koninkrijk · Zweden · Zwitserland
1981 · 1982 · 1983 · 1984 · 1985 · 1986 · 1987 · 1988 · 1989 · 1990 · 1991 · 1992 · 1993 · 1994 · 1995 · 1996 · 1997 · 1998 · 1999 · 2000 · 2001 · 2002 · 2003 · 2004 · 2005 · 2006 · 2007 · 2008 · 2009 · 2010 · 2011 · 2012 · 2013 · 2014 · 2015 · 2016 · 2017 · 2018 · 2019 · 2020 · 2021 · 2022 · 2023 · 2024 · 2025